# Whitney Houston-diszkográfia
Ez a szócikk az amerikai énekesnő Whitney Houston (1963 – 2012) diszkográfiája, mely 7 stúdióalbumból, 6 válogatásalbumból, 2 filmzene albumból, 5 box szettből, 6 középlemezből, és 57 kislemezből áll. Houston 1985-ben kiadta Whitney Houston című debütáló albumát, mely 14 hétig volt a Billboard 200-as albumlista élén. Az albumot a RIAA 13-szoros platina, és gyémánt tanúsítvánnyal díjazta, melyből több mint 22 millió példányt értékesítettek. Az albumról kimásolt kislemezek közül négy Top 5-ös slágerlistás helyezés volt, melyből három a Billboard Hot 100-as lista 1. helyezettje volt. 1987-ben megjelent Houston 2. stúdióalbuma a Whitney, mely a Billboard 200-as lista élén debütált, és négy 1. helyezést elért kislemezt másoltak ki az albumról: Az I Wanna Dance with Somebody (Who Loves Me), Didn't We Almost Have It All, So Emotional, és a Where Do Broken Hearts Do címűeket, mely utóbbi hét egymást követő héten át volt No1 helyezés. Az albumot a RIAA gyémánt tanúsítvánnyal jutalmazta, és számos országban listaelső volt a slágerlistákon. Világszerte több mint 20 millió példányt adtak el. Houston harmadik I'm Your Baby Tonight (1990) című albuma a Billboard 200-as listán a 3. helyezést érte el, és két első helyezett kislemezt eredményezett. Az I'm Your Baby Tonight című dal, valamint az All the Man That I Need című kislemezből összesen 10 millió példány kelt el. 1991 februárjában megjelent a The Star-Spangled Banner című dal, mely a Super Bowl XXV alkalmából került kiadásra, mely mint egy nemzeti himnusz helyezés volt a Billboard Hot 100-as listán.
A Több mint testőr című filmzenei albumot 1992 novemberében jelentették meg, melyen más művészek dalai is megtalálhatóak, azonban a Billboard Houston albumának tekinti azt. Az album 20 egymást követő héten keresztül a Billboard 200-as lista élén állt, és a Nielsen SoundScan szerint a korszak leghosszabb slágerlistás albuma. Az album 18-szoros platina tanúsítvánnyal rendelkezik az Egyesült Államokban, és világszerte is 45 millió példányt értékesítettek az albumból. Ez lett a legkelendőbb album, és bestseller is. Az album vezető kislemeze az I Will Always Love You a Billboard Hot 100 slágerlista élén volt 14 héten keresztül, melyet a RIAA 6-szoros platina helyezéssel jutalmazta, és mely szinte minden országban a slágerlisták élén volt. Világszerte 20 millió példányban kelt el, így minden idők legnépszerűbb kislemezévé vált. Houston három dalt írt, melyből az Exhale (Shoop Shoop) a 11. No1. slágere volt az 1995 novemberében megjelent Waiting to Exhale című filmzene albumról. 1996. novemberében megjelent a The Preacher's Wife című filmzene album, mely 3-szoros platina helyezést ért el, és ez lett minden idők legnagyobb eladású gospel albuma. 1998-ban Houston megjelentette 5. stúdióalbumát nyolc év után, a My Love Is Your Love című, mely csupán a 13. helyig jutott a Billboard 200-as listán, messze a legalacsonyabb helyezést elérve stúdióalbumai között. A kezdeti gyenge eladások ellenére az album multi platina státuszt ért el a maga 10 millió példányszámú eladásával. Világszerte 4-szeres platina tanúsítványt kapott az Egyesült Államokban. 1998 végétől 2000 elejéig az albumról öt kislemezt másoltak ki: When You Believe mely egy duett Mariah Careyvel, valamint a Heartbreak Hotel, It's Not Right, but It's Okay, My Love Is Your Love, és a I Learned from the Best című dalokat.
Houston 2000-ben megjelentette gyűjteményes albumát, a Whitney: The Greatest Hits című lemezt, mely májusban jelent meg. A dupla lemezt a RIAA 2002-ben 3-szoros platinum helyezéssel jutalmazta, mely ötszörös platina díjat nyert. Az Egyesült Államokban az albumból 2,6 millió darabot értékesítettek. Az Egyesült Királyság album listáján is első helyezett volt az album, a maga 1,66 millió példányos értékesítésével. Az album a világ számos pontján is Top 10-es helyezést ért el, több mint 10 millió példányt értékesítve világszerte. 2002 decemberében a Just Whitney című album az Arista kiadóval meghosszabbított szerződés eredménye, mely 2001-ben 100 millió dolláros bevételt eredményezett.. Az album nem kapott multi platina státuszt, csupán platinával díjazták az Egyesült Államokban, és ezidáig ez lett a legkevésbé fogyó albuma. 2003 novemberében megjelent az One Wish: The Holiday Album, majd 2009 szeptemberében Houston visszatért a Billboard 200-as lista élére az I Look to You című albumával, mely a 4. első helyezést elért stúdióalbuma volt, mely nem filmzene album volt, az 1987-es "Whitney" albuma óta. A lemez több európai ország slágerlistájának élén volt, és a RIAA platina tanúsítvánnyal díjazta. Albumai: a Whitney, Whitney, a Több mint testőr című filmzene album, valamint válogatásalbuma, a Whitney: The Greatest Hits a RIAA szerint a 100 legjobban értékesített albumok közé tartoznak.
A RIAA szerint Houston a 20.század legkeresettebb női R&B előadó művésze, és az Egyesült Államok negyedik legkelendőbb női művésze 57 millió eladott hanghordozóval. Ezen túlmenően a RIAA digitális tanúsítási programjának 2004-es elindításáig 16,5 millió fizikai kislemezt adott el, többet mint a történelemben bármelyik női szólóénekes. A hivatalos Egyesült Királyság Charts Company szerint 2012. októberében Houston a 4. helyen áll a tíz legnagyobb női művész között, a 8,5 millió kislemez eladásával. Whitney a pop zene egyik legnépszerűbb zenei művésze, becslések szerint 170-200 millió lemezt értékesített világszerte.

## Albumok

### Stúdióalbumok
| Cím                                                                   | Album megjelenés                                                                              | Legjobb slágerlistás helyezés | Legjobb slágerlistás helyezés | Legjobb slágerlistás helyezés | Legjobb slágerlistás helyezés | Legjobb slágerlistás helyezés | Legjobb slágerlistás helyezés | Legjobb slágerlistás helyezés | Legjobb slágerlistás helyezés | Legjobb slágerlistás helyezés | Legjobb slágerlistás helyezés | Legjobb slágerlistás helyezés | Díjak, jelölések | Eladások                                                                  |
| Cím                                                                   | Album megjelenés                                                                              | US                            | US R&B                        | AUS                           | AUT                           | CAN                           | FRA                           | GER                           | NLD                           | SWE                           | SWI                           | UK                            | Díjak, jelölések | Eladások                                                                  |
| --------------------------------------------------------------------- | --------------------------------------------------------------------------------------------- | ----------------------------- | ----------------------------- | ----------------------------- | ----------------------------- | ----------------------------- | ----------------------------- | ----------------------------- | ----------------------------- | ----------------------------- | ----------------------------- | ----------------------------- | --- | ------------------------------------------------------------------------- |
| Whitney Houston                                                       | - Megjelent: 1985. február 14. - Label: Arista - Formátum: CD • LP • MC                       | 1                             | 1                             | 1                             | 9                             | 1                             | 13                            | 2                             | 5                             | 1                             | 2                             | 2                             | - US: 13× Platina (Gyémánt) - AUS: 4× Platina - AUT: Platina - CAN: Gyémánt - FRA: Gold - GER: Platina - NLD: Platina - SWI: Platinum - UK: 6× Platina                                | - Világszerte: 22,000,000 - US: 14,200,000 - FRA: 114,000                 |
| Whitney                                                               | - Megjelent: 1987. június 2. - Label: Arista - Formátum: CD • LP • MC                         | 1                             | 2                             | 1                             | 1                             | 1                             | 6                             | 1                             | 1                             | 1                             | 1                             | 1                             | - US: 9× Platina - AUS: 3× Platina - AUT: 2× Platina - CAN: 7× Platina - FRA: Platina - GER: Platina - NLD: Platina - SWE: 2× Platinum - SWI: 2× Platina - UK: 7× Platina             | - Világszerte: 20,000,000 - US: 10,700,000 - FRA: 300,000 - UK: 2,237,603 |
| I'm Your Baby Tonight                                                 | - Megjelent: 1990. november 4. - Label: Arista - Formátum: CD • LP • MC                       | 3                             | 1                             | 10                            | 2                             | 12                            | 9                             | 3                             | 4                             | 3                             | 2                             | 4                             | - US: 4× Platina - AUS: Platina - AUT: Platina - CAN: Platina - FRA: Platina - GER: Platina - JAP: 2× Platina - NLD: Platina - SWE: Platina - SWI: 2× Platina - UK: Platina           | - Világszerte: 10,000,000 - US: 4,000,000 - FRA: 445,300                  |
| My Love Is Your Love                                                  | - Megjelent: 1998. november 17. - Label: Arista - Formátum: CD • LP • MC                      | 13                            | 7                             | 42                            | 1                             | 13                            | 2                             | 2                             | 1                             | 7                             | 1                             | 4                             | - US: 4× Platina - AUS: Arany - AUT: Platina - CAN: 2× Platina - EU: 4× Platinum - FRA: 2× Platina - JAP: Platina - NLD: Platina - SWE: 2× Platina - SWI: 3× Platina - UK: 3× Platina | - Világszerte: 10,000,000 - US: 4,000,000 - FRA: 672,200 - GER: 670,000   |
| Just Whitney                                                          | - Megjelent: 2002. december 10. - Label: Arista - Formátum: CD • CD+DVD • Digitális letöltés  | 9                             | 3                             | ―                             | 33                            | 85                            | 25                            | 16                            | 70                            | ―                             | 10                            | 76                            | - US: Platina - FRA: Arany - JAP: Arany - SWI: Platina | - Világszerte: 2 500 000 - US: 1,000,000 - FRA: 100,000 - UK: 42,000      |
| One Wish: The Holiday Album                                           | - Megjelent: 2003. november 18. - Label: Arista - Formátum: CD • Digitális letöltés           | 49                            | 14                            | —                             | —                             | —                             | —                             | —                             | —                             | —                             | —                             | ―                             | - US: Arany | - US: 546,000                                                             |
| I Look to You                                                         | - Megjelent: 2009. augusztus 31. - Label: Arista - Formátum: CD • CD+DVD • Digitális letöltés | 1                             | 1                             | 16                            | 3                             | 1                             | 3                             | 1                             | 1                             | 2                             | 1                             | 3                             | - US: Platina - AUT: Arany - CAN: Platina - FRA: Arany - GER: Arany - SWE: Arany - SWI: Arany - UK: Arany                                                                             | - Világszerte: 2,500,000 - US: 1,500,000 - FRA: 50,000                    |
| "—" nem volt slágerlistás helyezés, vagy nem jelent meg az országban. |                                                                                               |                               |                               |                               |                               |                               |                               |                               |                               |                               |                               |                               | |                                                                           |

### Filmzenei albumok
| Cím                 | Album megjelenés                                                         | Legjobb slágerlistás helyezés | Legjobb slágerlistás helyezés | Legjobb slágerlistás helyezés | Legjobb slágerlistás helyezés | Legjobb slágerlistás helyezés | Legjobb slágerlistás helyezés | Legjobb slágerlistás helyezés | Legjobb slágerlistás helyezés | Legjobb slágerlistás helyezés | Legjobb slágerlistás helyezés | Legjobb slágerlistás helyezés | Díjak, jelölések | Eladások |
| Cím                 | Album megjelenés                                                         | US                            | US R&B                        | AUS                           | AUT                           | CAN                           | FRA                           | GER                           | NLD                           | SWE                           | SWI                           | UK                            | Díjak, jelölések | Eladások |
| ------------------- | ------------------------------------------------------------------------ | ----------------------------- | ----------------------------- | ----------------------------- | ----------------------------- | ----------------------------- | ----------------------------- | ----------------------------- | ----------------------------- | ----------------------------- | ----------------------------- | ----------------------------- | --- | --- |
| The Bodyguard       | - Megjelent: 1992. november 17. - Label: Arista - Formátum: CD • LP • MC | 1                             | 1                             | 1                             | 1                             | 1                             | 1                             | 1                             | 1                             | 1                             | 1                             | 1                             | - US: 18× Platina (Gyémánt) - AUS: 5× Platina - AUT: 4× Platina - CAN: Gyémánt - FRA: Gyémánt - GER: 3× Platina - JAP: 2× Million - NLD: Platina - SWE: Platina - SWI: 5× Platina - UK: 7× Platina | - Világszerte: 45,000,000 - US: 13,450,000 - AUS: 346,000 - FRA: 1,385,300 - GER: 1,700,000 - JAP: 2,800,030 - SWE: 343,000 - UK: 2,138,030 |
| The Preacher's Wife | - Megjelent: 1996. november 27. - Label: Arista - Formátum: CD • MC      | 3                             | 1                             | 34                            | 8                             | ―                             | 2                             | 9                             | 1                             | 1                             | 1                             | 3                             | - US: 3× Platina - AUS: Arany - CAN: Platina - EU: Platina - SWE: Arany - SWI: Arany - UK: Ezüst                                                                                                   | - Világszerte: 6,000,000 - US: 2,491,000 |

### Válogatásalbumok
| Cím                                                                   | Album megjelenés                                                                                         | Legjobb slágerlistás helyezések | Legjobb slágerlistás helyezések | Legjobb slágerlistás helyezések | Legjobb slágerlistás helyezések | Legjobb slágerlistás helyezések | Legjobb slágerlistás helyezések | Legjobb slágerlistás helyezések | Legjobb slágerlistás helyezések | Legjobb slágerlistás helyezések | Legjobb slágerlistás helyezések | Legjobb slágerlistás helyezések | Díjak, jelölések | Eladások                                 |
| Cím                                                                   | Album megjelenés                                                                                         | US                              | US R&B                          | AUS                             | AUT                             | CAN                             | FRA                             | GER                             | NLD                             | SWE                             | SWI                             | UK                              | Díjak, jelölések | Eladások                                 |
| --------------------------------------------------------------------- | --- | ------------------------------- | ------------------------------- | ------------------------------- | ------------------------------- | ------------------------------- | ------------------------------- | ------------------------------- | ------------------------------- | ------------------------------- | ------------------------------- | ------------------------------- | --- | ---------------------------------------- |
| Whitney: The Greatest Hits                                            | - Megjelent: 2000. május 16. - Label: Arista - Formátum: CD • MC                                         | 2                               | 3                               | 3                               | 3                               | 4                               | 9                               | 2                               | 2                               | 4                               | 2                               | 1                               | - US: 5× Platina - AUS: 2× Platina - CAN: Platina - EU: 3× Platina - FRA: 2× Arany - GER: Platina - NLD: Platina - SWE: Platina - SWI: Platina - UK: 5× Platina | - Világszerte: 16,000,000 - FRA: 406,200 |
| Love, Whitney                                                         | - Megjelent: 2001. november 20. - Label: Arista - Formátum: CD                                           | —                               | ―                               | —                               | 42                              | —                               | 167                             | —                               | 24                              | 12                              | 37                              | 22                              | - BRA: Arany - JAP: Arany |                                          |
| Artist Collection: Whitney Houston                                    | - Megjelent: 2004. október 4. - Label: Sony BMG Europe / Arista - Formátum: CD • CD+DVD                  | —                               | —                               | —                               | —                               | —                               | —                               | —                               | —                               | —                               | —                               | —                               | |                                          |
| The Ultimate Collection                                               | - Megjelent: 2007. október 29. - Label: Sony Music / Arista - Formátum: CD • CD+DVD • Digitális letöltés | —                               | —                               | 3                               | 1                               | 15                              | 52                              | 3                               | —                               | 10                              | 5                               | 3                               | - AUS: 2× Platina - SWE: Arany - SWI: Arany - UK: 5× Platina |                                          |
| The Essential Whitney Houston                                         | - Megjelent: 2011. január 10. - Label: Sony Music / Arista - Formátum: CD • Digitális letöltés           | ―                               | ―                               | 7                               | 26                              | 3                               | 51                              | 20                              | —                               | ―                               | 15                              | 7                               | - UK: Ezüst |                                          |
| I Will Always Love You: The Best of Whitney Houston                   | - Megjelent: 2012. november 12. - Label: RCA - Formátum: CD • Digitális letöltés • 2CD                   | 14                              | 2                               | 74                              | ―                               | ―                               | 99                              | ―                               | 61                              | ―                               | 87                              | 29                              | - UK: Ezüst |                                          |
| "—" Nem volt slágerlistás helyezés, vagy nem jelent meg az országban. | |                                 |                                 |                                 |                                 |                                 |                                 |                                 |                                 |                                 |                                 |                                 | |                                          |

### Élő albumok
| Cím                                                                   | Album megjelenés | Legjobb slágerlistsás helyezés | Legjobb slágerlistsás helyezés | Legjobb slágerlistsás helyezés | Legjobb slágerlistsás helyezés | Legjobb slágerlistsás helyezés | Legjobb slágerlistsás helyezés | Legjobb slágerlistsás helyezés | Legjobb slágerlistsás helyezés | Legjobb slágerlistsás helyezés | Legjobb slágerlistsás helyezés | Legjobb slágerlistsás helyezés | Díjak, jelölések |
| Cím                                                                   | Album megjelenés | US                             | US R&B                         | AUS                            | AUT                            | CAN                            | FRA                            | GER                            | NLD                            | SWE                            | SWI                            | UK                             | Díjak, jelölések |
| --------------------------------------------------------------------- | --- | ------------------------------ | ------------------------------ | ------------------------------ | ------------------------------ | ------------------------------ | ------------------------------ | ------------------------------ | ------------------------------ | ------------------------------ | ------------------------------ | ------------------------------ | ---------------- |
| Whitney Houston Live: Her Greatest Performances                       | - Megjelent: 2014. november 10. - Label: Sony Music Entertainment - Formátum: CD • CD+DVD • CD+DVD • 2LP • Digitális letöltés | 19                             | 1                              | —                              | —                              | —                              | 123                            | —                              | 63                             | —                              | —                              | 66                             |                  |
| "—" Nem volt slágerlistás helyezés, vagy nem jelent meg az országban. | |                                |                                |                                |                                |                                |                                |                                |                                |                                |                                |                                |                  |

### Újra kiadások
| Cín                                                                   | Album megjelenés                                                                                              | Legjobb slágerlistás helyezés | Legjobb slágerlistás helyezés | Legjobb slágerlistás helyezés | Legjobb slágerlistás helyezés | Legjobb slágerlistás helyezés | Legjobb slágerlistás helyezés | Legjobb slágerlistás helyezés | Legjobb slágerlistás helyezés | Legjobb slágerlistás helyezés | Legjobb slágerlistás helyezés | Legjobb slágerlistás helyezés | Díjak, jelölések |
| Cín                                                                   | Album megjelenés                                                                                              | US                            | US R&B                        | AUS                           | AUT                           | CAN                           | FRA                           | GER                           | NLD                           | SWE                           | SWI                           | UK                            | Díjak, jelölések |
| --------------------------------------------------------------------- | --- | ----------------------------- | ----------------------------- | ----------------------------- | ----------------------------- | ----------------------------- | ----------------------------- | ----------------------------- | ----------------------------- | ----------------------------- | ----------------------------- | ----------------------------- | ---------------- |
| I Wish You Love: More from The Bodyguard                              | - Megjelent: 2017. november 17. - Label: Legacy Recordings - Formátum: CD • Digitális letöltés • limitált 2LP | 165                           | —                             | —                             | —                             | —                             | —                             | —                             | 63                            | —                             | —                             | —                             |                  |
| "—" Nem volt slágerlistás helyezés, vagy nem jelent meg az országban. | |                               |                               |                               |                               |                               |                               |                               |                               |                               |                               |                               |                  |

### Box szettek
| Cím                                                       | Album megjelenés | Note(s) |
| --------------------------------------------------------- | --- | --- |
| Whitney: The Unreleased Mixes                             | - Megjelent: 2000. április 25. / 2006. június 6. - Label: Arista (#07822-14652-1) - Formátum: 4LP • Digitális letöltés | - A limitált 4 vinylt tartalmazó készlet, mely a "Whitney: The Greatest Hits" amerikai kiadásán található, válogatott remixek 8 teljes verzióját tartalmazza. - 2006 nyarán digitálisan jelent meg: Dance Vault Mixes: The Unreleased Mixes (Special Collector's Box Set). |
| Love Whitney                                              | - Megjelent: 2001. december 4. - Label: BMG Taiwan / Arista (#74321-91027- 2) - Formátum: CD                           | - A Tajvanban megjelent limitált box set tartalmazza a Love, Whitney albumot, egy 16 dalból álló CD gyűjteményt, egy 40 oldalas színes diszkográfiát, és egy dalszövegkönyvet egy 6" x 5" képes dobozba csomagolva. |
| The Collection: Whitney Houston                           | - Megjelent: 2009. szeptember 29. - Label: Sony Legacy / Arista - Formátum: 3CD                                        | - A Box szett az alábbi három stúdióalbumot tartalmazza: Whitney Houston, Whitney és My Love Is Your Love. |
| The Collection                                            | - Megjelent: 2010. április 19. - Label: Sony Music / Arista - Formátum: 5CD                                            | - A csak az Egyesült Királyságban megjelent kollekció 5 Egyesült Királyság-beli legkelendőbb albumot tartalmaz. Whitney Houston, Whitney, I'm Your Baby Tonight, The Bodyguard Soundtrack and My Love Is Your Love. - Minden lemezt képeslap stílusú mini-LP-re hasonlít, mely egy egyedi dobozba van csomagolva. - A box szettet később más országokban is kiadták, és 2012. februárjában lett slágerlistás helyezés. Ireland (No. 48), Spain (No. 70), and Sweden (No. 32). |
| Triple Feature                                            | - Megjelent: 2010. november 9. - Label: Sony Music Special Products - Formátum: 3CD                                    | - A box szett három stúdióalbumot tartalmaz: I'm Your Baby Tonight, My Love Is Your Love és a Just Whitney. - A box szett a 74. helyen debütált a Billboard R&B/Hip-Hop Albums listán, 2012. március 3-án, és a következő héten a 13. helyre került. Also, it entered the Billboard 200 chart at No. 73, the issue date of March 10, 2012. On the March 17 issue, reached a new peak of No. 5 and No. 21 on both charts, respectively.                                        |
| Two Original Albums: My Love Is Your Love / I Look to You | - Megjelent: 2011. szeptember 16. - Label: Sony Music - Formátum: 2CD                                                  | - A Box szett két stúdióalbumot tartalmaz: My Love Is your Love, and I Look to You. - Ez a második kiadása a Whitney Houston's albumnak, a Sony kiadó "Two Original Albums" sorozat részeként. |

## EP-k
| Cím                                        | EP megjelenés                                                                                   | Note(s) |
| ------------------------------------------ | ----------------------------------------------------------------------------------------------- | --- |
| Whitney Dancin' Special                    | - Megjelent: 1986. november 1. - Label: Arista (CD: #A28D-1 / LP: #20RS-69) - Formátum: LP • CD | - Csak Japánban jelent meg, mely az alábbi remixeket tartalmazza: "How Will I Know" (Dance Remix), "You Give Good Love" (Extended Version), "Thinking About You" (Extended Dance Version), "Someone for Me" (Remix), "Thinking About You" (Dub Version) and "How Will I Know" (Instrumental Version).               |
| Exhale                                     | - Megjelent: 1995. november 6. - Label: Arista - Formátum: LP • CD                              | - 5 számos mini album az alábbi dalokkal: "Exhale (Shoop Shoop)", "Dancin' On the Smooth Edge", "Moment of Truth", "Do You Hear What I Hear", and "It Isn't, It Wasn't, It Ain't Ever Gonna Be" (Duet With Aretha Franklin). Egyben az Exhale (Shoop Shoop) című dal egyetlen kiadása is.                           |
| You Are Loved                              | - Megjelent: 1999. január 17. - Label: Arista (#14540-2) - Formátum: CD                         | - Amerikai limitált kiadású 6 számos lemeze, nagy target logóval a CD hátulján. Az alábbi dalokkal: "You Were Loved", "Saving All My Love for You", "I Wanna Dance with Somebody (Who Loves Me)", "Run to You", "All the Man That I Need", and "Why Does It Hurt So Bad", which was available exclusively at Target |
| I Didn't Know My Own Strength: The Remixes | - Megjelent: 2009. november 6. - Label: RCA/Jive Label Group - Formátum: Digitális letöltés     | - Egy 5 dalból álló digitális remix kollekció Peter Rauhofer két verziójával és három Daddy's Groove Magic Island remix-szel.. |
| The Remixes                                | - Megjelent: 2009. november 6. - Label: RCA/Jive Label Group - Formátum: Digitális letöltés     | - Összesen 8 remixet tartalmaz az alábbi összeállítás. Ezek közül: I Look to You album: two remix versions of "Million Dollar Bill", two of "I Didn't Know My Own Strength", and four of "I Look to You". |
| I Look to You: The Remixes                 | - Megjelent: 2009. november 6. - Label: RCA/Jive Label Group - Formátum: Digitális letöltés     | - A digitális EP 12 remix verziót tartalmaz, úgy mint az "I Look to You", hat remixet Johnny Vicious készített, hármat pedig Christian Dio és Giuseppe D. közösen. |
| Million Dollar Bill: The Remixes           | - Megjelent: 2009. november 6. - Label: RCA/Jive Label Group - Formátum: Digitális letöltés     | - Egy 6 számos digitális EP, melyen szerepel a "Million Dollar Bill" remix verziója, három Freemasons és Frankie Knuckles remix-szel.. |